# Günter Lyhs
Günter Lyhs   (Sulimy, 20 d'abril de 1934) és un gimnasta artístic alemany, ja retirat, que va competir durant les dècades de 1950 i 1960.
El 1960 va prendre part en els Jocs Olímpics d'Estiu de Roma, on disputà vuit proves del programa de gimnàstica. Destaca la setena posició en el concurs complet per equips. Quatre anys més tard, als Jocs de Tòquio, tornà a disputar vuit proves del programa de gimnàstica. Guanyà la medalla de bronze en el concurs complet per equips, mentre en les altres proves finalitzà en posicions força endarrerides.
Entre 1960 i 1967 guanyà 19 campionats nacionals de l'Alemanya Occidental. El 1964 va rebre la Silver Bay Leaf, màxima condecoració esportiva del país.